# Max Andrzejewski
Max Andrzejewski (* 1986) ist ein deutscher Jazz-Schlagzeuger und Komponist.

## Leben und Wirken
Andrzejewski, dessen Vorfahren aus Polen kommen, studierte zunächst an der Hochschule für Musik Köln, bevor er 2009 nach Berlin zog, wo er am Jazz-Institut Berlin sein Studium bei John Hollenbeck abschloss.
Andrzejewski gründete im Sommer 2011 seine Band Hütte, um dort auch die ausgeprägte eigene Sprache seiner Mitmusiker Johannes Schleiermacher, Tobias Hoffmann und Andreas Lang zur Entfaltung gelangen zu lassen. Hans-Jürgen Schaal zufolge resultiert eine Formation mit einer sehr großen „konzeptionellen Vielfalt – von Free-Jazz-Gesten bis hin zu Rock- und Punk-Elementen – und mit den meisten Berührungspunkten zur Pop-Kultur: E-Gitarre, Gesang, Eingängigkeit.“ Auf dem zweiten (Hütte und Chor, 2014) und dritten Album (Hütte and The Homegrown Organic Gospel Choir, 2017) der Band widmete sich Andrzejewski kompositorisch mehr der Kombination aus experimentellem Jazz und Musik für Vokalensemble/Chor. 
Andrzejewski trat im experimentellen Rockduo Pranke mit dem isländischen Gitarristen Daniel Bödvarsson auf (Album 2018 auf Staatsakt), gehörte zum Trio Long Winding Road des Gitarristen Kalle Kalima mit Greg Cohen und ist Mitglied der Band Expressway Sketches mit Tobias Hoffmann und von James Banners Usine. 2019 gründete er zusammen mit Johannes Schleiermacher das vor allem improvisierende Duo Training. 2020 veröffentlichte er gemeinsam mit Elias Stemeseder das Album light tied (WhyPlayJazz) mit kammermusikalischen Kompositionen für Sextett (Violine, Cello, Klarinette, Altsaxophon, Piano, Schlagzeug).
Andrzejewski schrieb als Komponist zudem Musik für das Podium Festival Esslingen und das Ensemble Resonanz. Im Theaterbereich schrieb er z. B. Musik für die Arbeiten des Regisseurs Ersan Mondtag, etwa zu dessen Auseinandersetzung mit dem Nibelungenring Richard Wagners am Berliner Ensemble. Zu hören ist er auch auf Ruth Gollers Skyllumina (2024).

## Preise und Auszeichnungen
Andrzejewski gewann 2010 mit der Band Ebene0 den Convento Jazzpreis. Seine Band Hütte erhielt 2013 den Neuen Deutschen Jazzpreis; er wurde dort auch als bester Solist des Wettbewerbs geehrt

## Diskographische Hinweise
- Expressway Sketches (JazzHausMusik; 2010, mit Tobias Hoffmann, Benjamin Schaefer)
- Ebene Null: Wandertrieb (mit Christoph Möckel, Lucas Leidinger, Stefan Berger)
- Hütte (Unit Records; 2011)
- Max Andrzejewski's Hütte und Chor (Traumton Records, 2014, mit Johannes Schleiermacher, Tobias Hoffmann, Andreas Lang sowie Tobias Christl, Friederike Merz, Sarah Whitteron, Zola Mennenöh und Laura Winkler)
- Max Andrzejewski's Hütte and The Homegrown Organic Gospel Choir (WhyPlayJazz 2017 mit Johannes Schleiermacher, Tobias Hoffmann, Andreas Lang und als Chor Winnie Brückner, Tobias Christl, Marie Daniels, Lea W. Frey, Marcus Gartschok, Erik Leuthäuser, Zola Mennenöh, Friederike Merz, Stephen Moult, Dora Osterloh, Lena Sundermeyer, Laura Winkler)
- Max Andrzejewskis Hütte Plays the Music of Robert Wyatt (WhyPlayJazz 2019 mit Johannes Schleiermacher, Tobias Hoffmann, Andreas Lang, Cansu Tanrıkulu sowie Jörg Hochapfel)[4]
- Expressway Sketches: Surfin’ the Day – Lovin’ the Night (Klaeng; 2019, mit Tobias Hoffmann, Benjamin Schaefer, Lukas Kranzelbinder sowie Johannes Schleiermacher)[5]
- Mythos (Backlash 2022, mit Moritz Ter-Nedden, Grégoire Simon, Friedemann Slenczka, Ragnar Jónsson, James Banner, Laure Mourot, Miguel Pérez Iñesta, Isaac Shaw, Maria Schneider, Arne Braun, Jörg Hochapfel)[6]